# Malak Fartouni
Malak Fartouni (* 27. Mai 2003) ist eine algerische Leichtathletin, die sich auf den Sprint spezialisiert hat.

## Sportliche Laufbahn
Erste internationale Erfahrungen sammelte Malak Fartouni im Jahr 2022, als sie bei den Arabischen U20-Meisterschaften in Radès in 26,25 s den achten Platz über 200 Meter belegte und gelangte im 400-Meter-Lauf mit 58,76 s auf Rang sechs. Im Jahr darauf gewann sie bei den Arabischen U23-Meisterschaften ebendort in 57,72 s die Silbermedaille über 400 Meter und 2024 gewann sie bei den Arabischen U23-Meisterschaften in Ismailia in 56,55 s die Bronzemedaille. Zudem wurde sie dort über 200 Meter disqualifiziert. Im Jahr darauf belegte sie bei den Arabischen Meisterschaften in Oran in 12,14 s den vierten Platz im 100-Meter-Lauf und gelangte über 200 Meter mit 24,75 s auf Rang fünf. 
2023 wurde Fartouni algerische Meisterin in der 4-mal-400-Meter-Staffel.

## Persönliche Bestleistungen
- 100 Meter: 12,06 s (0,0 m/s), 11. April 2025 in Bejaia
- 200 Meter: 24,51 s (+1,3 m/s), 11. April 2025 in Bejaia
- 400 Meter: 56,05 s, 25. Juli 2023 in Algier